# 121 PO 448 à 575

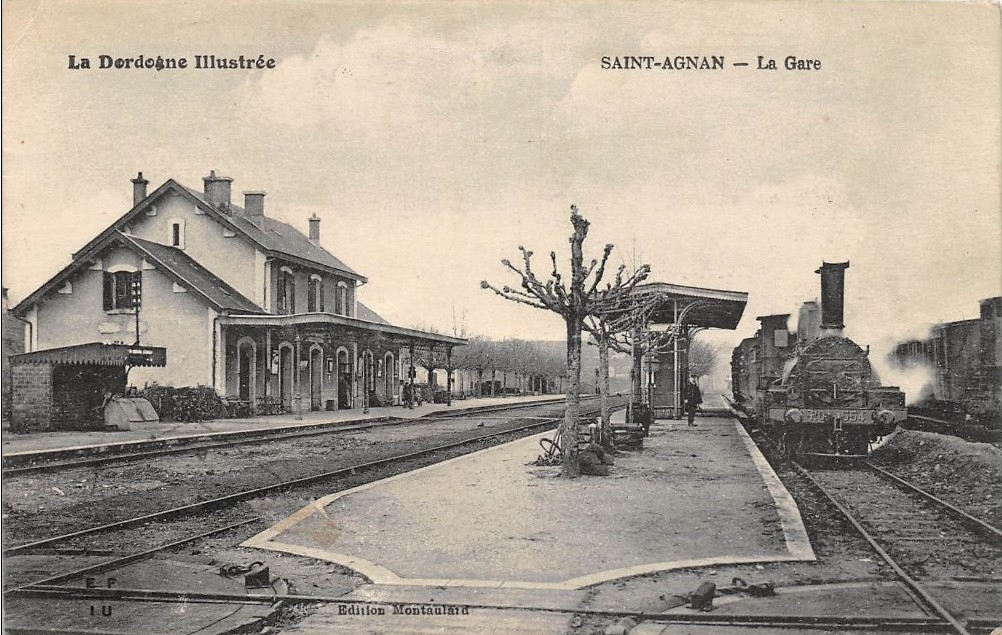
Locomotive N°554 en gare de Saint-Agnan.

Les 121 PO 448 à 575 sont des locomotives de la compagnie du chemin de fer de Paris à Orléans de type 121 Columbia, affectées à la traction des trains rapides et express de voyageurs sur les lignes au profil difficile.

## Histoire
Une série de 128 locomotives est construite entre 1879 et 1887 avec des roues motrices plus petites que les séries précédentes pour les lignes au relief accidenté. 
Les locomotives sont immatriculées dans la série 121 448 à 121 575.  En 1938, lors de la création de la SNCF, elles deviennent les 4-121 B 448 à 4-121 575.
Huit machines issues de la série sont transformées aux Ateliers d'Ivry en 1898 et équipées d'une chaudière à deux dômes, système Polonceau, timbrée à 15 bars et d'une distribution Durant-Lencauchez . Elles sont alors numérotées 121 576 à 121 583.

## La construction
Les locomotives sont livrées dans l'ordre suivant:
- 448 à 482 : Ateliers de la Compagnie  en 1879-1883,
- 483 à 492 : Wiener Neustadt en 1882-1883,
- 493 à 502 : Cockerill en  1883-1884,
- 503 à 510 : Ateliers de la Compagnie en 1884,
- 511 et 512: Ateliers de la Compagnie en 1885,
- 513 à 524 : Société des Batignolles en 1884,
- 525 à 540 : Société des Batignolles en 1885,
- 541 à 550 : Société des Anciens Etablissements Cail en 1885,
- 551 à 575 : Schneider et Cie en 1886-1887,

## Caractéristiques
Empattement: 5,60 m
Poids à vide: 44,520 t
Poids du tender: 24,200 t
Capacité en eau du tender: 10 000 litres
Capacité en charbon du tender: 4 t
Diamètre des roues motrices: 1,80m
Diamètre et course des cylindres: 440 x 650mm
Pression dans la chaudière: 10 Bars
Surface de grille: 1,705 m2
Surface de chauffe: 131.87	m2